# Pseudomacraspis affinis
Pseudomacraspis affinis är en skalbaggsart som beskrevs av François Louis Nompar de Caumont de Laporte 1840. Pseudomacraspis affinis ingår i släktet Pseudomacraspis och familjen Rutelidae. Utöver nominatformen finns också underarten P. a. amazonica.